# Israel Del Amo
Israel Del Amo (Zaragoza, 1989) es un director y preparador vocal español. Su trabajo obtuvo notoriedad en 2024 tras ser el director vocal de la candidatura de España en el Festival de la Canción de Eurovisión 2024 junto al grupo Nebulossa.

## Formación
Israel Del Amo posee la certificación de Estill Master Trainer, otorgada por Estill Voice Training International, un modelo de entrenamiento vocal enfocado en el estudio fisiológico de la voz.

## Trayectoria profesional
Ha colaborado como formador en Atresmedia Formación, donde ha impartido cursos para cantantes y ha escrito artículos sobre pedagogía vocal. También ha participado como jurado en competiciones de talento musical como Infinitum Fest.

### Festival de Eurovisión 2024

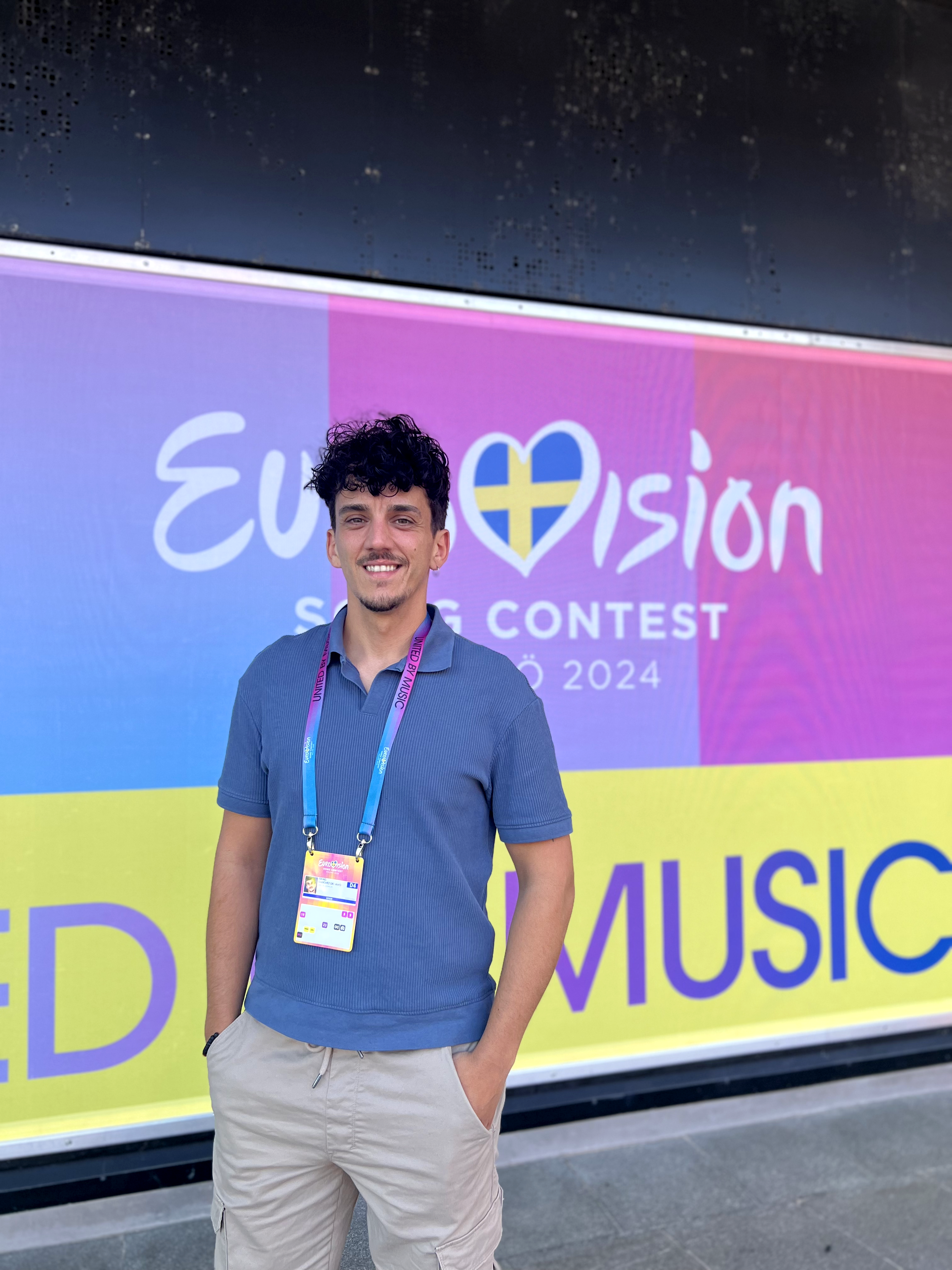
Israel Del Amo durante los ensayos de Eurovisión 2024.

En 2024, Israel Del Amo fue seleccionado como director vocal para la preparación de Nebulossa, el dúo representante de España en el Festival de la Canción de Eurovisión. Su rol consistió en trabajar junto a la vocalista, Mery Bas, y en colaboración con RTVE, para optimizar la interpretación de la canción «Zorra» para el certamen en Malmö, Suecia.
Según declaraciones a medios, su trabajo se enfocó en la gestión de la energía, la resistencia vocal y la expresividad de la interpretación en directo. En una entrevista para Eurovision-Spain, Israel destacó la importancia de la capacidad de la artista para transmitir emociones como eje de su preparación.